# Wolgast
Wolgast er en by og kommune i det nordøstlige Tyskland, beliggende i Amt Am Peenestrom under Landkreis Vorpommern-Greifswald. Landkreis Vorpommern-Greifswald ligger i delstaten Mecklenburg-Vorpommern. Kommunen var indtil 1. januar 2005 en del af Amt Wolgast-Land.

## Geografi
Wolgast er beliggende for den største del på vestbredden af Peenestrom, en udmundingsgren af floderne Oder og Peene, der adskiller øen Usedom fra fastlandet. Bydelen Mahlzow ligger øst for Peenestrom på øen, som er forbundet med fastlandet via to broer; Derfor kaldes byen også Tor zur Insel Usedom (Porten til øen Usedom) .
Omkring tre kilometer sydvest for byen, i nærheden af Ziesaberg, munder den fra vest kommende bæk Ziese ud i Peenestrom.
I kommunen ligger bydelen og landsbyerne:
| - Altstadt Wolgast - „Tannenkamp“ Wolgast - Wolgast-Nord - Wolgast-Süd - Buddenhagen - Hohendorf | - Mahlzow (Insel Usedom) - Pritzier - Schalense - Weidehof - Zarnitz |

## Historie
Frem til 1100-tallet fandtes en slavisk boplads ved den nuværende by Wolgast. I 1100-tallet blev Wolgast, ligesom hele regionen Pommern, kristnet af missionæren Otto af Bamberg (1128).  På denne tid blev den første kirke (trækirke) bygget, hvor den nuværende St. Petrikirke ligger. I 1200-tallet blev bebyggelsen og byen Wolgast udviklet og fik sine stadsrettigheder i 1257. Mellem 1296 og 1625 var byen tidvis residens for hertugerne af Pommern-Wolgast.  I 1500-tallet blev den eksisterende borg ombygget til et slot, som blev opført i renæssancestil.
I Trediveårskrigen blev Wolgast indtaget og plyndret flere gange af skiftende krigsmagter. I 1628 blev byen indtaget af Wallensteins tropper, 1630 af svenskerne, 1637 af de kejserlige tropper og endnu en gang af svenskerne i året 1638. Efter Trediveårskrigen blev Wolgast svensk besiddelse. I den skånske krig 1675-79 blev byen indtaget den 10. november 1675 af Brandenburg, men vendte tilbage til Sverige efter freden i 1679
. I den store nordiske krig blev byen plyndret og afbrændt to gange af russiske tropper (i 1713 og 1715). Wolgast var en svensk by frem til 1815, da byen blev preussisk, ligesom hele den svenske provins Svensk Forpommern .
I slutningen af 1700-tallet var byens hovederhverv handel, og frem for alt eksport af korn og viktualievarer (levnedsmidler) til Stockholm.
I 1863 blev en sidebane anlagt fra Züssow til Wolgast, som gav Wolgast forbindelse til jernbanen mellem Stettin og Stralsund.

### Wolgast efter 1945
Wolgast klarede sig uden større ødelæggelse under 2. verdenskrig. Byen blev overgivet uden kamp i anden verdenskrigs slutfase. I DDR-tiden blev Peeneværftet grundlagt. Værftet byggede militærskibe og havde 3.500 ansatte og byen blev udviklet til et støttepunkt for det østtyske søværn. Efter Østtysklands sammenbrud og Tysklands genforening restaureredes den historiske bykerne, ligesom de boligområder som er blevet bygget efter Anden Verdenskrig. Søværnet forlod byen efter genforeningen og på grund af arbejdsløshed og udflytning er byens befolkningstal aftaget.

## Eksterne kilder og henvisninger
1. 1 2  Wolgasts historie Arkiveret 2. februar 2017 hos  Wayback Machine, (tysk)
2. ↑  Starbäck, Bäckström, Carl G., Per O. (1885-1886). Berättelser ur svenska historien, 6e bandet: Carl X Gustaf. Carl XI. s. 627-628, 708. Hentet 2015-05-12.
3. ↑  Utförlig geografie. Sednare bandet, inefattande Wolfenbüttelska Liniens Land, Bäjerska, Schwabiska, Frankiska, Kur-Rhenska, Öfra Rhenska, Westfaliska, Nedra Sachsiska, Öfra Sachsiska Kretsarne, och Omedelbara Riksländerne i Tyskland, samt Preussiska Herraväldet, Daniel Djurberg 1785

- Wikimedia Commons har flere filer relateret til Wolgast
- Wolgasts websted
- Statistik Arkiveret 2. februar 2017 hos  Wayback Machine